# NGC 1872
NGC 1872 je otvoreni skup u zviježđu Zlatnoj ribi. 
Nakon što se pojavila snimka s teleskopa Hubble, stvorilo se pitanje je li ovaj zvjezdani skup otvoreni skup ili kuglasti skup. Vidljivo je bogat obični kuglasti skup, no znatno je mlađi te kao brojni otvoreni skupovi ima plave zvijezde (vidi plavi kuglasti skup).
Ovakvi primjeri su uobičajeni u Velikom Magellanovom oblaku.

## Vanjske poveznice
- SEDS: NGC 1872